# Above and Beyond
 Above and Beyond és una pel·lícula estatunidenca de Melvin Frank i Norman Panama estrenada el 1952 i que posa en escena Robert Taylor, Eleanor Parker i James Whitmore. Explica la història (poc detallada) de la confecció de la bomba atòmica i del seu llançament sobre Hiroshima pel coronel Paul Tibbets, tot confinat en un secret ben guardat que va posar en perill la seva vida familiar.

## Repartiment
- Robert Taylor: Coronel Paul W. Tibbets, Oficial Comandant del 509 gruper i pilot de l'Enola Gay)
- Eleanor Parker: Lucey Tibbets
- James Whitmore: comandant William Uanna (Oficial de Seguretat, de l'Operació Silverplate)
- Larry Keating: Major General Vernon C. Brent
- Larry Gates: Capità William Sterling Parsons
- Marilyn Erskine: Marge Bratton
- Stephen Dunne: Maj Harry Bratton, copilot durant les proves del B-29
- Robert Burton: Brigadier General Samuel E. Roberts
- Hayden Rorke: Dr. Norman Foster Ramsey
- Lawrence Dobkin: Dr. Van Dyke (com Larry Dobkin)
- Jim Backus: Major Curtis E. LeMay
- Christopher Olsen (Christie Olsen): Little Paul

## Producció
La pel·lícula va ser suggerida pel guionista Beirne Lay, Jr., un Coronel en la Reserva de la Força aèria, al General Curtis Lemay, llavors comandant del Strategic Air Command (SAC), que havia parlat amb Lay sobre l'alt índex de divorcis entre les tripulacions de vol. Una pel·lícula que descrivís els problemes podria ajudar a pujar la moral.
Lay va suggerir una pel·lícula basada en les experiències del Coronel Paul Tibbets, comandant del 509th Bomb Wing durant la Segona Guerra Mundial. LeMay hi estava d'acord, i després d'escriure un esbós, Lay passa la feina d'escriure el guió a Melvin Frank i a Norman Panama. Encara que Tibbets va donar la seva plena aprovació i suport a la pel·lícula, va buscar com a assessors tècnics Charley Begg, comandant de l'esquadró nuclear, i Charles Sweeney, pilot de la missió de Nagasaki.
Pels efectes dramàtics, alguns incidents es van exagerar una mica, com l'escena en la qual la bomba d'Hiroshima és armada a mitjan vol. Els cineastes afegien una mica de turbulències per augmentar la tensió, encara que de fet el vol va ser totalment tranquil.

## Promoció
Robert Taylor i Paul Tibbets apareixien junts a "Toast of the Town", el show d'Ed Sullivan per promoure la pel·lícula, un pas inusual, ja que els estudis de Hollywood desaprovaven que les seves estrelles apareguessin a la televisió, cosa que veien com una amenaça.

## Rebuda
La pel·lícula va rebre crítiques generalment favorables; tanmateix, a Bosley Crowther li agradava Taylor en les escenes militars, però no en el matrimoni i trobava que Parker era "completament teatral."
Al contrari de la reacció de Crowther, el crític Andrew Wickliffe de "Stop Button", escrivia el 2006 que la pel·lícula tenia una "moralitat complexa", i les escenes entre Parker i Taylor eren "perfectes."

## Premis i nominacions

### Nominacions
- 1954. Oscar a la millor banda sonora per Hugo Friedhofer
- 1954. Oscar al millor guió adaptat per Beirne Lay Jr.